# ジュアン (オングト部)
ジュアン（モンゴル語: J̌u’an,中国語: 朮安,? - 1313年）は、14世紀初頭に大元ウルスに仕えたテュルク系オングト部族長。『元史』などの漢文史料では朮安(zhúān)と記される。
オングト人は代々ネストリウス派キリスト教の教徒であったが、ジュアンの父コルギスはモンテ・コルヴィノの布教によりカトリックに改宗した。その際、モンテ・コルヴィノの本名「ジョヴァンニ(聖人ヨハネに由来しするイタリア語名)」にあやかって「ジュアン」と名付けられたという。

## 概要
ジュクナンはチンギス・カンに投降したオングト部族長アラクシ・ディギト・クリの4世孫高唐王コルギスの息子に当たる。13世紀末にオングト部族長の地位を継承したコルギスは文武両道に長けた優秀な人材であったが、カイドゥ・ウルスとの戦いで捕虜になってしまい、カイドゥに投降することを拒否したために遂に釈放されることなく亡くなってしまった。
コルギスが捕虜となった時、息子のジュアンは未だ幼かったため、代わりにコルギスの弟ジュクナンが1299年(大徳3年)に地位を継承することとなった。ジュクナンもまたコルギスに劣らず文武に長けた人材で、兄の事業をよく守りオングト部の統治を安定させた。ジュクナンは兄の遺児であるジュアンを自らの息子以上に可愛がり、その教育に大きく力を注いだだけでなく兄の遺産をよく守って成長後に欠けることなく引き渡したという。1309年(至大2年)、新たに即位したクルク・カーン(武宗カイシャン)の政策によってジュクナンは最高ランクの趙王とされたが、翌1310年(至大3年)には趙王の地位をすぐにジュアンに譲ってしまった。
新たにオングト部当主となったジュアンは始祖アラクシ以来の伝統として晋王カマラの娘を娶り、キュレゲン(婿)と称した。ある日、ジュアンは王博のトゴンと司馬の阿昔思を呼んで「先王(コルギス)は旅先の荒遠の地で亡くなったが、神霊の加護はあるだろうか。願わくばお上の助けを得て父の遺体を取り戻して先祖代々の墓地に葬りたいものだ」と語ったという。トゴンらがこの言葉を知院を通じてクルク・カーンを伝えたところ、クルク・カーンは「ジュアンはまさに孝子」であると称賛してコルギスの遺体を取り戻す事業を支援するよう命じた。このようにコルギスの遺体の回収が行えるようになったのは、即位前のクルク・カーンの活躍によってカイドゥ・ウルスが解体し中央アジア方面への旅行が容易になったためと考えられている。
こうしてトゴンの息子シクトゥル、ジャルグチのエセンら19人はジャムチ(駅伝)を乗り継いでコルギスの埋葬地に赴き、現地で駐屯するオチチェルやトガチ・バートルの軍団の護衛を得て一行は目的地に辿り着いた。掘り返したコルギスの遺体はまだ生きているかのようであり、一行は遺体を連れて帰って先祖代々の墓地に改めて葬った。
これ以後のジュアンの事績についてはほとんど知られていないが、1312年(皇慶元年)を最後に史料上に名前が見えなくなること、1314年(皇慶3年/延祐元年)に新たな趙王が立っていることなどから、1312年〜1314年頃に亡くなったものと見られる。

## オングト駙馬王家
- ビヌイ（Binui ＞Bīnūīبینوی）…アラクシの兄
  - 北平王セングン（Senggün ＞鎮国/zhènguó,شنکوی/Shankūī）
    - 北平王ネグデイ（Negüdei ＞聶古台/niègŭtái,اونکودای/Unkūdāī）
- 高唐王アラクシ・ディギト・クリ（Alaqši Digid Quri ＞阿剌兀思剔吉忽里/ālàwùsītījíhūlǐ,اولاقوش تیکین قوری/Ūlāqūsh Tīkīn Qūrī）
  - 高唐王ブヤン・シバン（Buyan Šiban ＞不顔昔班/bùyánxībān）
    - 高唐王ボヨカ（Boyoqa ＞孛要合/bóyàohé）
      - 高唐王クン・ブカ（Kün Buqa ＞君不花/jūnbùhuā）
        - ナンギャダイ（Nangiadai ＞嚢加䚟/nángjiādǎi）
        - コリンチェク（Kölinček ＞邱隣察/qiūlínchá）
        - アントン（Antong ＞安童/āntóng）

      - アイ・ブカ（Ai Buqa ＞愛不花/àibùhuā,ایبوقا/Āībūqā）
        - 高唐王コルギス（Körgis ＞闊里吉思/kuòlǐjísī,ایبوقا/Āībūqā）
          - 高唐王ジュアン（J̌u’an ＞朮安/zhúān）

        - エセン・カイミシュ（Esen Qaimiš ＞也先海迷失/yĕxiānhǎimíshī）
        - アリバダイ（Aribadai ＞阿里八䚟/ālǐbādǎi）
        - 高唐王ジュクナン（J̌uqunan ＞朮忽難/zhúhūnán）

      - ジョリグ・ブカ（J̌oliγ Buqa ＞拙里不花/zhuōlǐbùhuā）
        - クシュタン（Quštanz ＞火思丹/huŏsīdān）

## 趙国公主
1. 趙国大長公主アラカイ・ベキ(Alaqai begi,阿剌海別吉／Alāqāī Bīkīالاقای بیکی)…太祖チンギス・カンの娘で、アラクシらに嫁ぐ
2. トゥムゲン公主(Tümügen,独木干)…睿宗トゥルイの娘で、北平王ネグデイに嫁ぐ
3. 趙国大長公主ユレク(Yürek,月烈)…世祖クビライの娘で、ボヨカの息子趙武襄王アイ・ブカに嫁ぐ
4. 趙国大長公主イェルミシュ(Yelmiš,葉里迷失)…定宗グユクの娘で、ボヨカの息子趙忠襄王クン・ブカに嫁ぐ
5. 趙国大長公主クダドミシュ(Qudadmiš,忽答迭迷失)…裕宗チンキムの娘で、ブトゥの息子趙忠献王コルギスに嫁ぐ
6. 趙国大長公主アイヤシュリ(Aiyaširi,愛牙失里)…成宗テムルの娘で、クダドミシュの死後コルギスに嫁ぐ
7. 趙国大長公主イリンチン(Irinǰin,亦憐真)…クン・ブカの息子忠烈王ナンギャダイに嫁ぐ
8. 趙国大長公主ウイグル(Uyiγur,回紇)…クン・ブカの息子趙康禧王コリンチェクに嫁ぐ
9. 趙国大長公主アシ・クトゥルク(Asiqutuluq,阿失禿魯)…アイ・ブカの息子鄃忠襄王ジュクナンに嫁ぐ
10. 趙国大長公主スゲバラ(Sugabala,速哥八剌)…ナンギャダイの息子趙王マジャルカンに嫁ぐ